# Федорчук, Ярослав Петрович
Ярослав Петрович Федорчук (укр. Ярослав Петрович Федорчук; род. 22 октября 1936, село Несвич, Волынское воеводство, Польша, (ныне Луцкий район Волынская область)) — украинский политический деятель. Народный депутат Украины. Заместитель председателя партии Всеукраинское объединение «Батькивщина» по организационной работе, руководитель исполнительного секретариата политсовета партии, ответственный за работу местных парторганизаций, член политсовета и его президиума.

## Образование
С отличием в 1958 году окончил нефтепромышленный факультет Львовского политехнического института по специальности инженер-механик, учился в аспирантуре Академии общественных наук при ЦК КПСС в Москве.
Кандидат экономических наук, автор ряда монографий и более 60 научных работ.

## Карьера
Трудовую деятельность начал рабочим. Работал мотористом, слесарем, прорабом, главным механиком, главным инженером на нефте-промыслах Ивано-Франковщины.
Был первым секретарем обкома ЛКСМУ, в 1972—1983 годах — первый секретарь Долинского райкома КПУ, 1983—1990 годы — Ивано-Франковского горкома КПУ. С февраля 1993 года — заведующий отделом по вопросам кооперированного поставки и рынка продукции производственно-технического назначения, октябрь 1995 — июль 1996 года — заведующий отделом по вопросам кооперации Кабинета Министров Украины. 1999—2002 годы — руководитель секретариата фракции «Батькивщина», 2002—2005 — руководитель секретариата БЮТ.
Он один из основателей партии Всеукраинское объединение «Батькивщина», под его непосредственным руководством разработаны действующий Устав партии.
На парламентских выборах 2002 года баллотировался по списку «Блока Юлии Тимошенко» (№ 27 в списке), однако был избран в парламент лишь 8 июля 2005 года. Член комитета Верховной Рады Украины по вопросам регламента, депутатской этики и организации работы Верховной Рады Украины.
На парламентских выборах 2006 и 2007 годов снова избирался народным депутатом Украины от БЮТ. В Верховной Раде V созыва снова был членом регламентного Комитета. В Верховной Раде VI созыва возглавил подкомитет по вопросам благотворительной деятельности и финансирования культуры Комитета Верховной Рады Украины по вопросам культуры и духовности и стал членом группы по межпарламентским связям с Российской Федерацией.
На парламентских выборах 2012 года стал народным депутатом от ВО «Батькивщина» под № 16 в избирательном списке. Председатель подкомитета по делам религий Комитета по вопросам культуры и духовности.

## Награды
Награждён орденом «За заслуги» III степени (24 октября 2006) «за весомый личный вклад в государственное строительство, активную законотворческую и общественную деятельность, многолетний добросовестный труд».